# Υ

Ípsilon en una letra capital del Etymologicum Magnum (1499).

Ípsilon (según la RAE desde 1992) o ypsilon (en mayúscula Υ, en minúscula υ; llamada en griego antiguo ὖ û /ŷː/, en griego moderno ύψιλον ýpsilon /ˈi.psi.lon/, lit. ‘y simple’) es la vigésima letra del alfabeto griego. En griego antiguo clásico se pronunció [y], como la u en francés o la ü en alemán. En griego moderno se pronuncia [i], salvo en algunos diptongos en que se pronuncia como [f] (ej. ελευθερία, elefthería) o [v] (ej. ευαγγέλιον evaggélion).
Es el origen de dos letras del alfabeto latino: la letra Y («i griega») así como la letra V.
En el sistema de numeración griega tiene un valor de 400 (Υʹ).

## Historia
Ípsilon evolucionó a partir de la letra fenicia fenicia waw 𐤅, de la que también evoluciona digamma (ϝ). Ípsilon se utilizaba en todos los alfabetos griegos epicóricos. Su forma era relativamente similar en ellos. Originalmente la forma más común era una línea vertical, ramificada por una línea que apunta hacia arriba. Sin embargo, en algunos alfabetos locales, como los de Fócida, Egina, Megara, Aitolia y Épiro, así como en algunos asentamientos de Asia Menor, Ípsilon se parecía a la actual letra V del alfabeto latino. Más tarde, la letra evolucionó a su forma actual.

### Nombre
El nombre de la letra originalmente era solo «y» (, a veces transcrito «hy», de ahí "hioide", que significa "con la forma de la letra υ"), pero el nombre cambió a «y psilon» ("υ ψιλόν", que significa «y simple») para distinguirla de ⟨οι⟩, que había llegado a tener la misma pronunciación [y]
En español, antiguamente se usó la ortografía «ýpsilon», que tiene el inconveniente de usar un acento sobre la letra y. En francés, la letra recibe el nombre upsilon, ya que la U en este idioma representa una vocal cerrada anterior redondeada (/y/) y esto es adecuado para representar el sonido en griego antiguo de la letra. Esta escritura la heredó el inglés, a pesar de que en este idioma no se pronuncia la vocal U de esa manera, lo que resulta en la pronunciación /ʌpˈsaɪlən/ (apsáilon), muy distorsionada respecto al griego. En español el nombre de la letra debe escribirse como «ípsilon» y las palabras que la contienen se transcriben con i latina, lo que refleja el sonido en griego moderno de la letra.

### Variantes epigráficas
En las fuentes epigráficas arcaicas aparecen las siguientes variantes:

## Uso

### En griego
En el griego ático temprano (del siglo VI a. C.), se pronunciaba [u] (una vocal redondeada posterior cerrada como si fuera la u de «burro»). En griego clásico, se pronunciaba [y] (una vocal redondeada frontal cerrada), al menos hasta 1030. En griego moderno, se pronuncia i; en los dígrafos αυ y ευ, como [f] o [v]. En griego antiguo, podía representar tanto sonidos largos como cortos, pero en griego moderno no existe distinción de longitud.
Como letra inicial en griego clásico, siempre llevaba espíritu áspero (equivalente a la h inglesa) como se refleja en muchas palabras inglesas derivadas del griego, como las que comienzan con hiper- e hipo-. Esta respiración áspera se deriva de una pronunciación más antigua que usaba un consonante sibilante lugar; esta sibilante no se perdió en latín, dando lugar a cognados como super- (para hiper-) y sub- (para hipo-).
Ípsilon participó como segundo elemento en los diptongos descendentes, que posteriormente se han desarrollado de diversas formas.

### Como símbolo
Ípsilon es conocida como la letra de Pitágoras, o letra samia, porque Pitágoras la usó como un emblema del camino de la virtud o el vicio. Como escribió el escritor romano Persio en Sátira III:

y la letra que se extiende en ramas pitagóricas os ha señalado el camino empinado que sube a la derecha. [13]

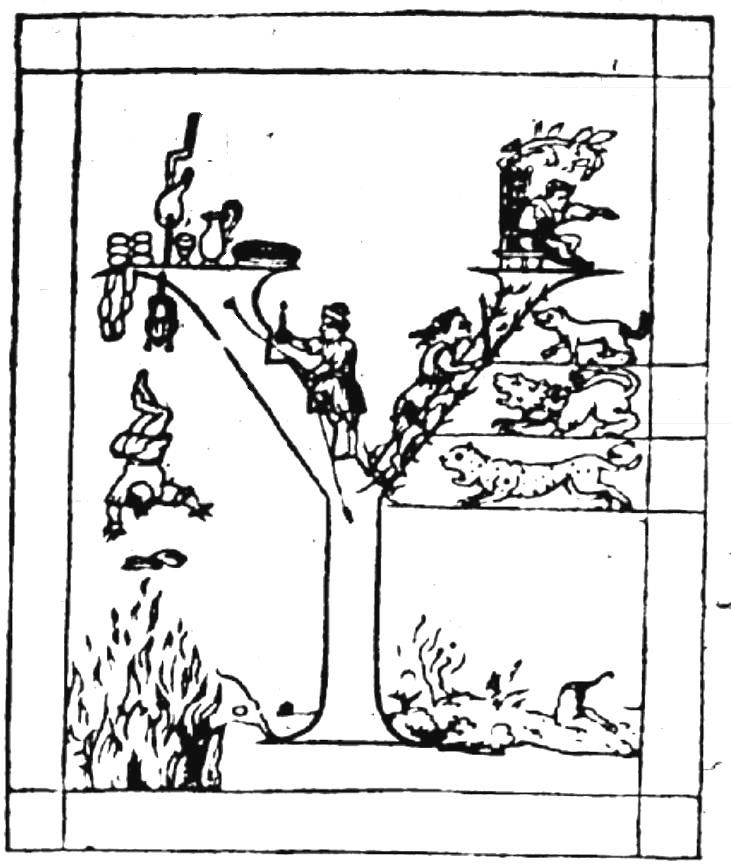
Geoffroy Tory Ypsilon

Lactancio, un autor cristiano temprano (c. 240 - 320), explicaba:

Porque dicen que el curso de la vida humana se asemeja a la letra Y, porque cada uno de los hombres, cuando ha alcanzado el umbral de la primera juventud, y ha llegado al lugar "donde el camino se divide en dos partes", está en duda, y vacila y no sabe hacia qué lado debería volverse [14].

- En el sistema de numeración griega tiene el valor de 400 (υʹ).
- En física de partículas, la letra griega mayúscula ϒ denota un mesón ípsilon, aunque el símbolo debe verse siempre como {\displaystyle \,\Upsilon } y no como una ípsilon normal para evitar confusiones con una Y latina que denota la hipercarga. Esto se puede hacer con una fuente como FreeSerif o con el carácter Unicode específico U+03D2 ϒ.
- El fabricante de automóviles Lancia tiene un modelo llamado Ypsilon. Ver Lancia Ypsilon .
- En el Alfabeto Fonético Internacional, el símbolo ⟨ʋ⟩, una ípsilon minúscula, se utiliza para representar una aproximante labiodental.
- En astrofísica y cosmología física, ϒ se refiere a la relación masa / luz.[16]
- En estadística, a veces se usa en lugar de v o ni para indicar grados de libertad[17]

## Unicode
- Griego[18]

| Carácter      | Υ                            | Υ                            | υ                          | υ                          | ϒ                              | ϒ                              |
| ------------- | ---------------------------- | ---------------------------- | -------------------------- | -------------------------- | ------------------------------ | ------------------------------ |
| Unicode       | GREEK CAPITAL LETTER UPSILON | GREEK CAPITAL LETTER UPSILON | GREEK SMALL LETTER UPSILON | GREEK SMALL LETTER UPSILON | GREEK UPSILON WITH HOOK SYMBOL | GREEK UPSILON WITH HOOK SYMBOL |
| Codificación  | decimal                      | hex                          | decimal                    | hex                        | decimal                        | hex                            |
| Unicode       | 933                          | U+03A5                       | 965                        | U+03C5                     | 978                            | U+03D2                         |
| UTF-8         | 206 165                      | CE A5                        | 207 133                    | CF 85                      | 207 146                        | CF 92                          |
| Ref. numérica | &#933;                       | &#x3A5;                      | &#965;                     | &#x3C5;                    | &#978;                         | &#x3D2;                        |
| Ref. entidad  | &Upsilon;                    | &Upsilon;                    | &upsilon;                  | &upsilon;                  | &upsih;                        | &upsih;                        |
| DOS Greek     | 148                          | 94                           | 172                        | AC                         |                                |                                |
| DOS Greek-2   | 209                          | D1                           | 239                        | EF                         |                                |                                |
| Windows 1253  | 213                          | D5                           | 245                        | F5                         |                                |                                |
| TeX           | \Upsilon                     | \Upsilon                     | \upsilon                   | \upsilon                   |                                |                                |

- Copto

| Carácter      | Ⲩ                        | Ⲩ                        | ⲩ                      | ⲩ                      |
| ------------- | ------------------------ | ------------------------ | ---------------------- | ---------------------- |
| Unicode       | COPTIC CAPITAL LETTER UA | COPTIC CAPITAL LETTER UA | COPTIC SMALL LETTER UA | COPTIC SMALL LETTER UA |
| Codificación  | decimal                  | hex                      | decimal                | hex                    |
| Unicode       | 11432                    | U+2CA8                   | 11433                  | U+2CA9                 |
| UTF-8         | 226 178 168              | E2 B2 A8                 | 226 178 169            | E2 B2 A9               |
| Ref. numérica | &#11432;                 | &#x2CA8;                 | &#11433;               | &#x2CA9;               |

- Latino

| Carácter      | Ʊ                            | Ʊ                            | ʊ                          | ʊ                          | ᶷ                             | ᶷ                             | ᵿ                                      | ᵿ                                      |
| ------------- | ---------------------------- | ---------------------------- | -------------------------- | -------------------------- | ----------------------------- | ----------------------------- | -------------------------------------- | -------------------------------------- |
| Unicode       | LATIN CAPITAL LETTER UPSILON | LATIN CAPITAL LETTER UPSILON | LATIN SMALL LETTER UPSILON | LATIN SMALL LETTER UPSILON | MODIFIER LETTER SMALL UPSILON | MODIFIER LETTER SMALL UPSILON | LATIN SMALL LETTER UPSILON WITH STROKE | LATIN SMALL LETTER UPSILON WITH STROKE |
| Codificación  | decimal                      | hex                          | decimal                    | hex                        | decimal                       | hex                           | decimal                                | hex                                    |
| Unicode       | 433                          | U+01B1                       | 650                        | U+028A                     | 7607                          | U+1DB7                        | 7551                                   | U+1D7F                                 |
| UTF-8         | 198 177                      | C6 B1                        | 202 138                    | CA 8A                      | 225 182 183                   | E1 B6 B7                      | 225 181 191                            | E1 B5 BF                               |
| Ref. numérica | &#433;                       | &#x1B1;                      | &#650;                     | &#x28A;                    | &#7607;                       | &#x1DB7;                      | &#7551;                                | &#x1D7F;                               |

- Matemáticas

| Carácter      | 𝚼                                 | 𝚼                                 | 𝛖                               | 𝛖                               | 𝛶                                   | 𝛶                                   | 𝜐                                 | 𝜐                                 | 𝜰                                        | 𝜰                                        | 𝝊                                      | 𝝊                                      |
| ------------- | --------------------------------- | --------------------------------- | ------------------------------- | ------------------------------- | ----------------------------------- | ----------------------------------- | --------------------------------- | --------------------------------- | ---------------------------------------- | ---------------------------------------- | -------------------------------------- | -------------------------------------- |
| Unicode       | MATHEMATICAL BOLD CAPITAL UPSILON | MATHEMATICAL BOLD CAPITAL UPSILON | MATHEMATICAL BOLD SMALL UPSILON | MATHEMATICAL BOLD SMALL UPSILON | MATHEMATICAL ITALIC CAPITAL UPSILON | MATHEMATICAL ITALIC CAPITAL UPSILON | MATHEMATICAL ITALIC SMALL UPSILON | MATHEMATICAL ITALIC SMALL UPSILON | MATHEMATICAL BOLD ITALIC CAPITAL UPSILON | MATHEMATICAL BOLD ITALIC CAPITAL UPSILON | MATHEMATICAL BOLD ITALIC SMALL UPSILON | MATHEMATICAL BOLD ITALIC SMALL UPSILON |
| Codificación  | decimal                           | hex                               | decimal                         | hex                             | decimal                             | hex                                 | decimal                           | hex                               | decimal                                  | hex                                      | decimal                                | hex                                    |
| Unicode       | 120508                            | U+1D6BC                           | 120534                          | U+1D6D6                         | 120566                              | U+1D6F6                             | 120592                            | U+1D710                           | 120624                                   | U+1D730                                  | 120650                                 | U+1D74A                                |
| UTF-8         | 240 157 154 188                   | F0 9D 9A BC                       | 240 157 155 150                 | F0 9D 9B 96                     | 240 157 155 182                     | F0 9D 9B B6                         | 240 157 156 144                   | F0 9D 9C 90                       | 240 157 156 176                          | F0 9D 9C B0                              | 240 157 157 138                        | F0 9D 9D 8A                            |
| Ref. numérica | &#120508;                         | &#x1D6BC;                         | &#120534;                       | &#x1D6D6;                       | &#120566;                           | &#x1D6F6;                           | &#120592;                         | &#x1D710;                         | &#120624;                                | &#x1D730;                                | &#120650;                              | &#x1D74A;                              |

| Carácter      | 𝝪                                            | 𝝪                                            | 𝞄                                          | 𝞄                                          | 𝞤                                                   | 𝞤                                                   | 𝞾                                                 | 𝞾                                                 |
| ------------- | -------------------------------------------- | -------------------------------------------- | ------------------------------------------ | ------------------------------------------ | --------------------------------------------------- | --------------------------------------------------- | ------------------------------------------------- | ------------------------------------------------- |
| Unicode       | MATHEMATICAL SANS-SERIF BOLD CAPITAL UPSILON | MATHEMATICAL SANS-SERIF BOLD CAPITAL UPSILON | MATHEMATICAL SANS-SERIF BOLD SMALL UPSILON | MATHEMATICAL SANS-SERIF BOLD SMALL UPSILON | MATHEMATICAL SANS-SERIF BOLD ITALIC CAPITAL UPSILON | MATHEMATICAL SANS-SERIF BOLD ITALIC CAPITAL UPSILON | MATHEMATICAL SANS-SERIF BOLD ITALIC SMALL UPSILON | MATHEMATICAL SANS-SERIF BOLD ITALIC SMALL UPSILON |
| Codificación  | decimal                                      | hex                                          | decimal                                    | hex                                        | decimal                                             | hex                                                 | decimal                                           | hex                                               |
| Unicode       | 120682                                       | U+1D76A                                      | 120708                                     | U+1D784                                    | 120740                                              | U+1D7A4                                             | 120766                                            | U+1D7BE                                           |
| UTF-8         | 240 157 157 170                              | F0 9D 9D AA                                  | 240 157 158 132                            | F0 9D 9E 84                                | 240 157 158 164                                     | F0 9D 9E A4                                         | 240 157 158 190                                   | F0 9D 9E BE                                       |
| Ref. numérica | &#120682;                                    | &#x1D76A;                                    | &#120708;                                  | &#x1D784;                                  | &#120740;                                           | &#x1D7A4;                                           | &#120766;                                         | &#x1D7BE;                                         |